# Thrinchus
Thrinchus is een geslacht van rechtvleugeligen uit de familie Pamphagidae. De wetenschappelijke naam van dit geslacht is voor het eerst geldig gepubliceerd in 1833 door Fischer von Waldheim.

## Soorten
Het geslacht Thrinchus omvat de volgende soorten:
- Thrinchus aralensis Bey-Bienko, 1951
- Thrinchus arenosus Bey-Bienko, 1948
- Thrinchus campanulatus Fischer von Waldheim, 1833
- Thrinchus desertus Bey-Bienko, 1951
- Thrinchus schrenkii Fischer von Waldheim, 1846
- Thrinchus tuberculosus Tarbinsky, 1926
- Thrinchus turcmenus Bey-Bienko & Mishchenko, 1951